# Centruroides (kevers)
Centruroides is een kevergeslacht uit de familie van de boktorren (Cerambycidae). De wetenschappelijke naam van het geslacht werd voor het eerst gepubliceerd in 1940 door Breuning. De naam is echter niet geldig, omdat de naam al bezet was door een geslacht van schorpioenen. Zover we hebben kunnen nagaan is er nog geen vervangende naam gepubliceerd.

## Soorten
Centruroides is monotypisch en omvat slechts de volgende soort:
- Centruroides bulbifera Breuning, 1940